# Skuggmyra
Skuggmyra (Stenamma debile) är en myrart som först beskrevs av W. Foerster 1850.  Skuggmyra ingår i släktet Stenamma och familjen myror. Arten är reproducerande i Sverige. Inga underarter finns listade i Catalogue of Life.

## Bildgalleri

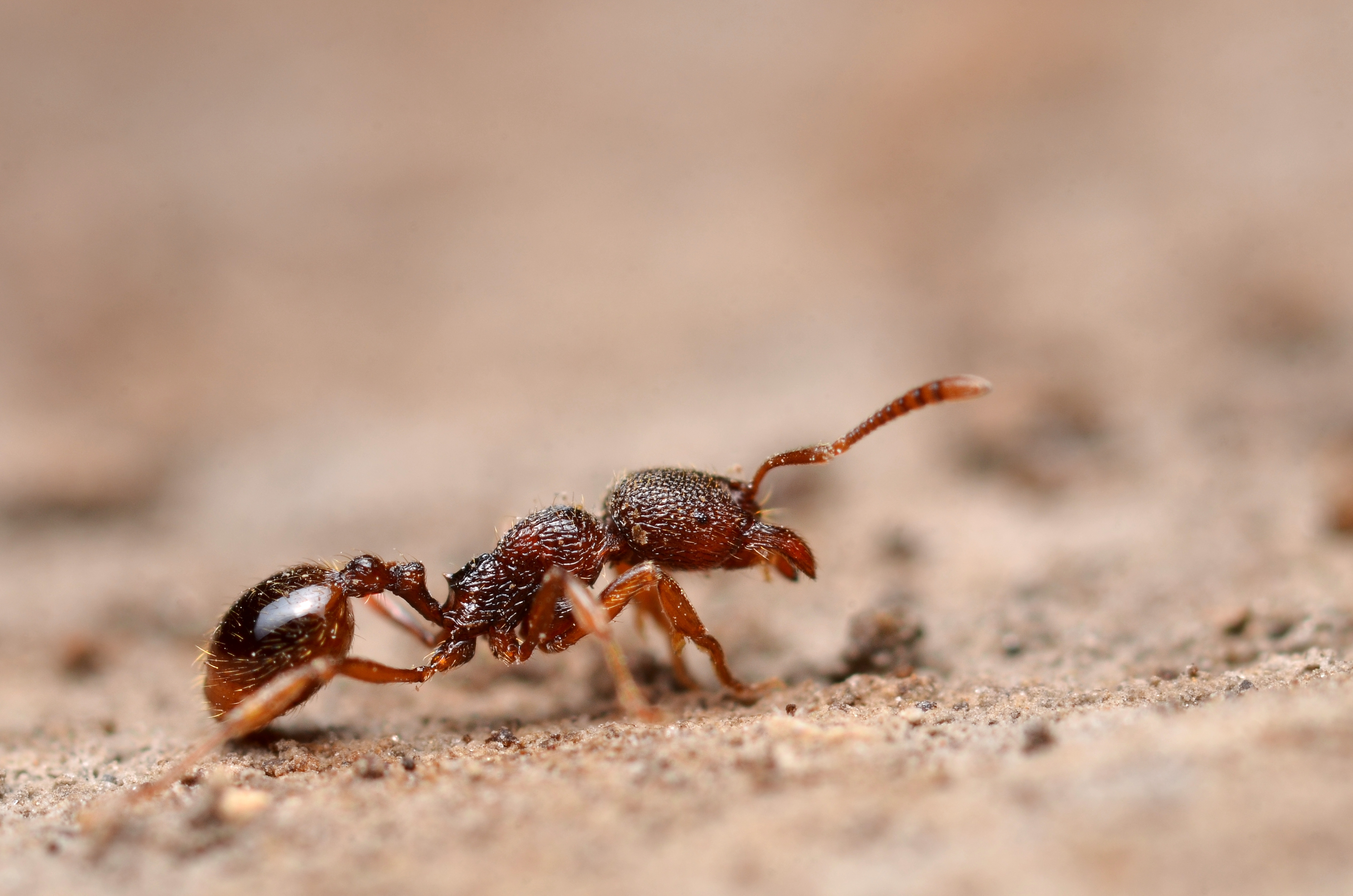
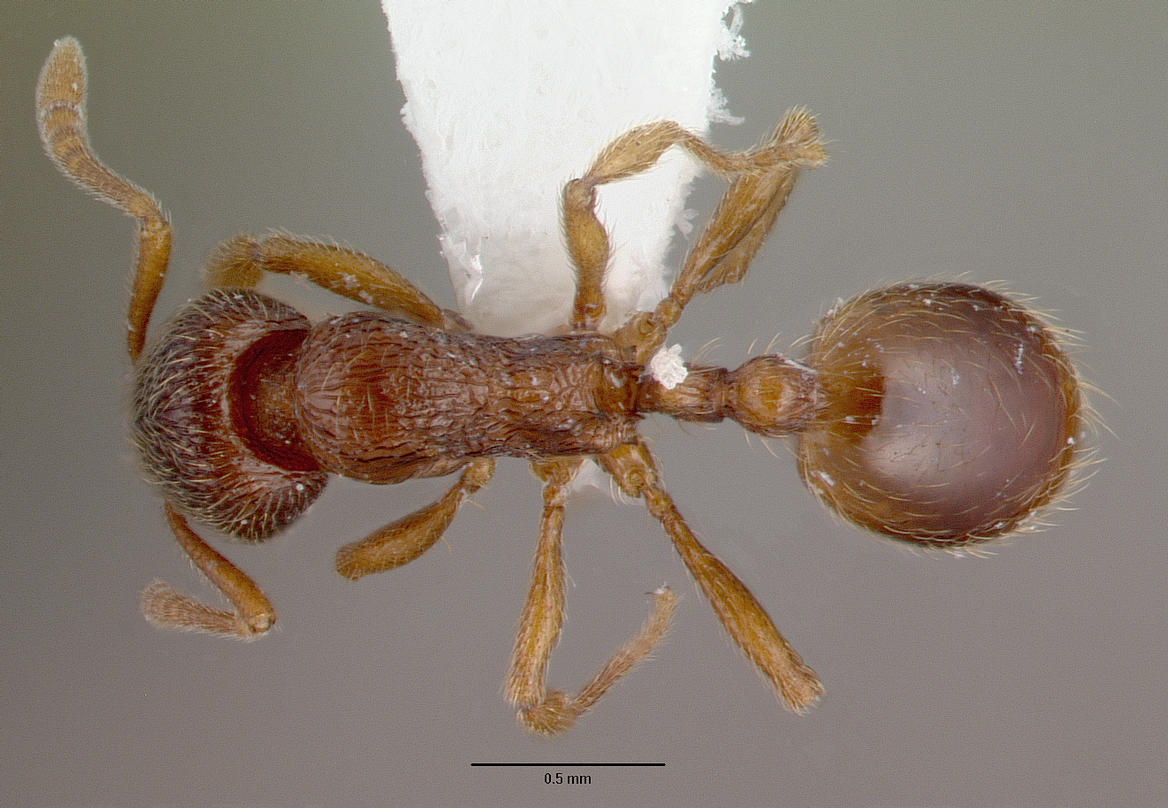
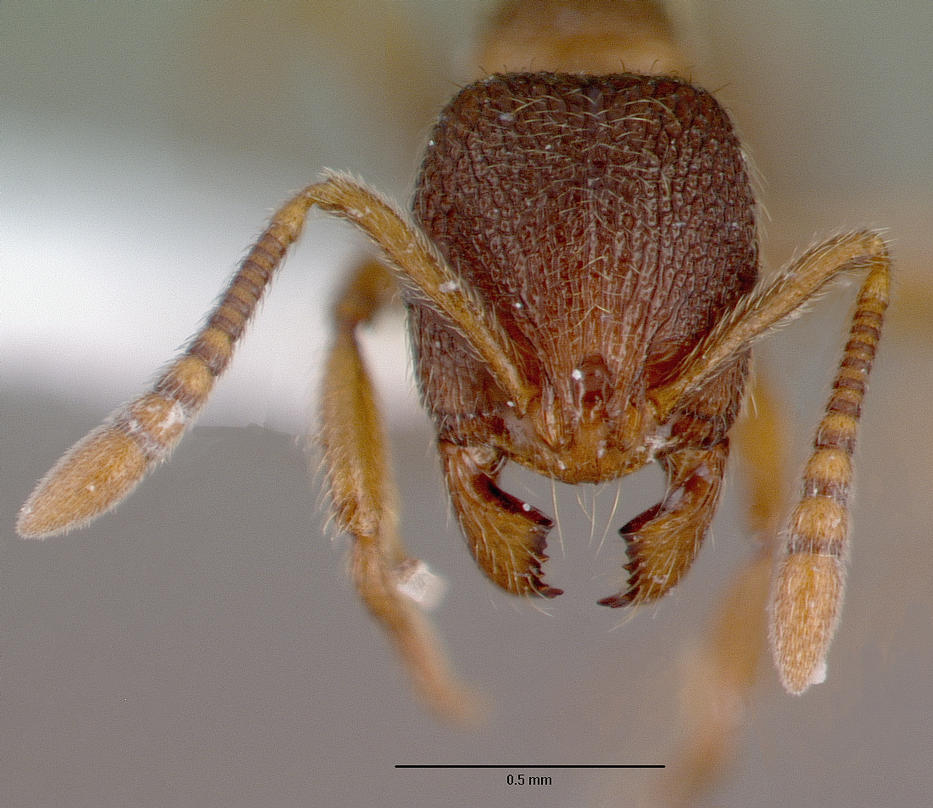
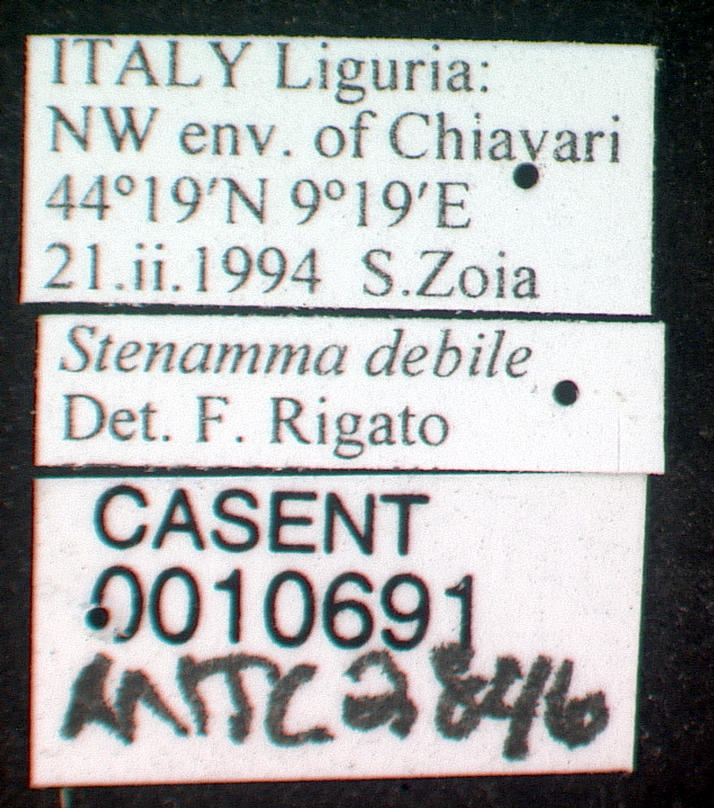
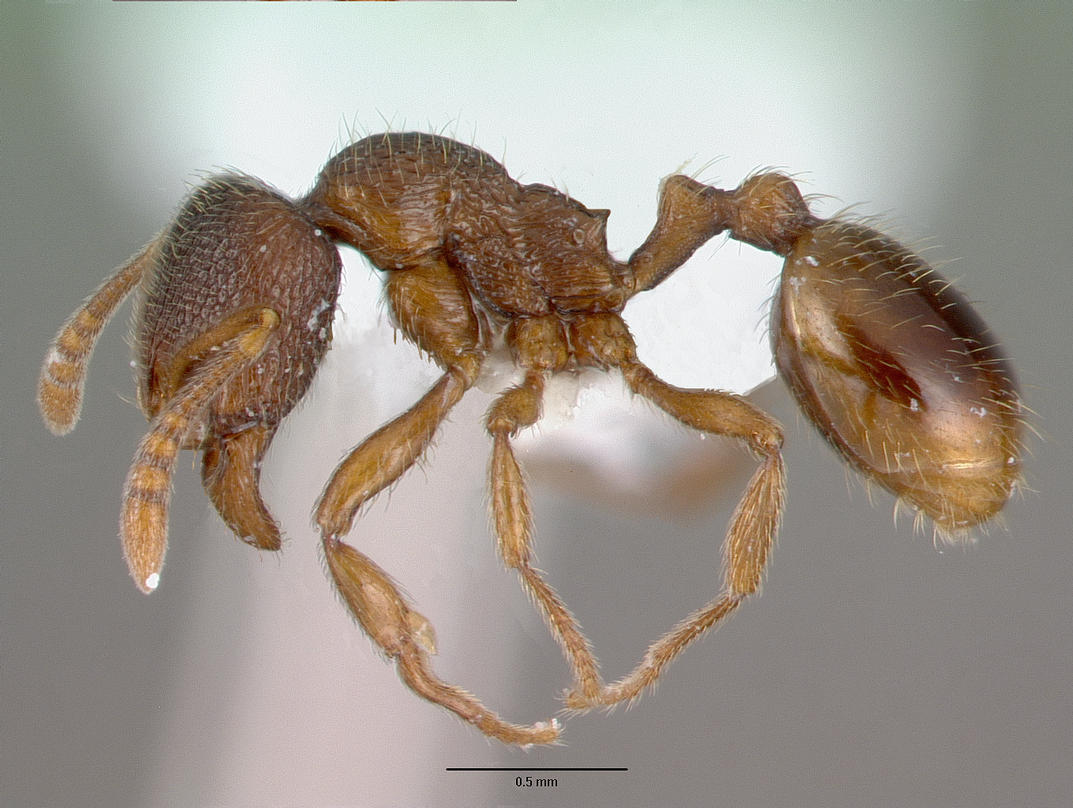
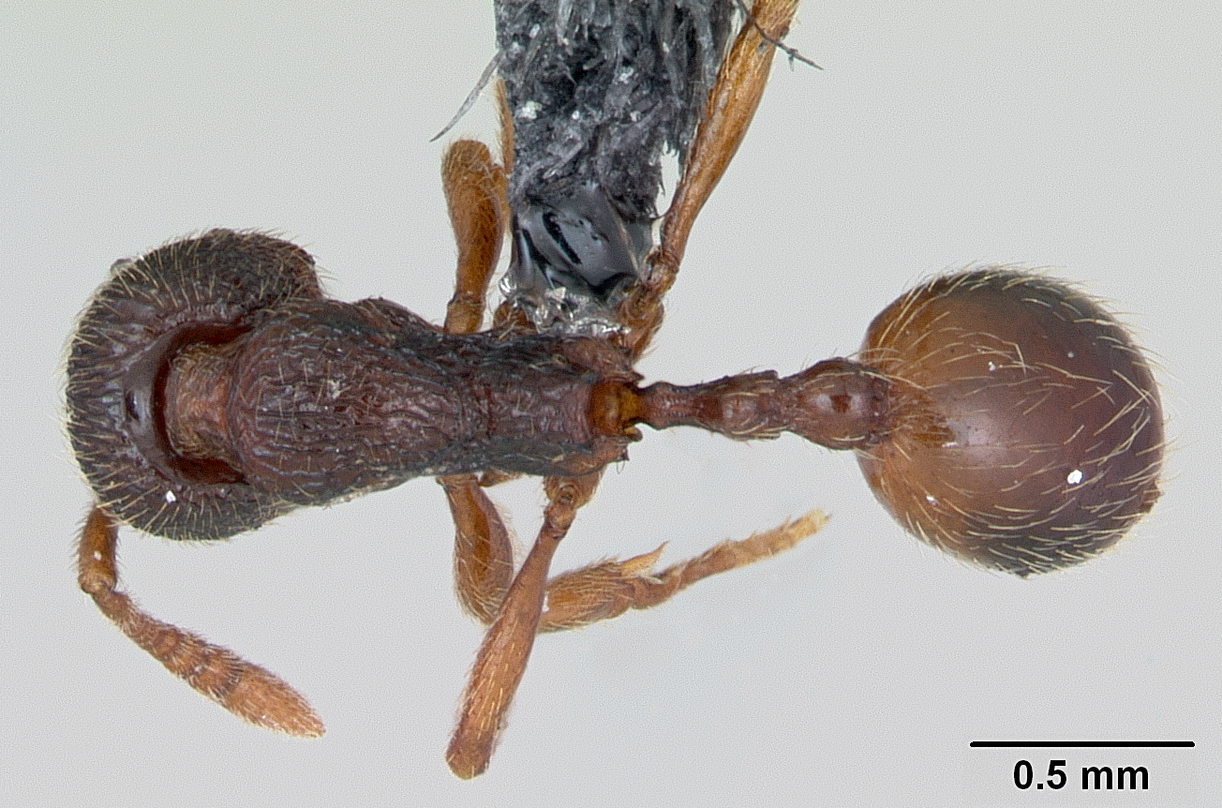